# Sférická aberace

Schéma sférické aberace

Sférická aberace je optická vada zobrazení (např. u dalekohledů), kdy se světelné paprsky na okraji čočky lámou víc, než poblíž optické osy. Důvodem existence sférické vady je, že paprsky na okraji optické plochy (typicky kulové) dopadají na optické rozhraní v mírně odlišném úhlu, než v jeho středu, a neprocházejí tak poté přesně ohniskovým bodem.
Parabolická čočka (i zrcadlo) láme všechny paprsky do jednoho bodu (ohniska paraboly). Takovou čočku je komplikované vyrobit, proto se používají čočky sférické. 
Koule aproximuje paraboloid ve svém vrcholu a jeho malém okolí, proto se paraxiální paprsky lámou prakticky stejně parabolickou a sférickou čočkou. Čím dál od vrcholu čočky paprsky dopadají (větší úhel vůči optické osy), tím víc je tato vada patrná, nejvíc teda v okrajových částech čočky. 